# Aubermesnil-Beaumais
Aubermesnil-Beaumais è un comune francese di 480 abitanti situato nel dipartimento della Senna Marittima nella regione della Normandia.

## Società

### Evoluzione demografica
Abitanti censiti